# Beat the Devil
Beat the Devil (pt.: O Tesouro de África / br.: O Diabo Riu Por Último) é um filme estadunidense de 1953, produzido pela Santana Producions, produtora de cinema do actor Humphrey Bogart, realizado por John Huston e protagonizado por Humphrey Bogart, Jennifer Jones e Gina Lollobrigida. O argumento é de John Huston e Truman Capote, e foi baseado no livro original "Beat the Devil" de Claud Cockburn.

## Sinopse
Num pequeno porto do Mediterrâneo, um grupo de passageiros espera pelas operações finais num cargueiro que os irá levar ao continente de África. São eles o casal Chelm, casal inglês que vai para as plantações de café; Peterson O'Hara, Major Jack Ross e Ravelo, que pensam adquirir uma mina de urânio, Billy Dannreuther, um americano e a sua mulher Maria. Enquanto aguardam a partida, Maria começa a interessar-se por Harry Chelm, ao mesmo tempo que Billy se interessa também pela mulher de Harry, Gwendolen Chelm, que lhe conta do interesse do seu marido pelo urânio. Peterson receia ter sido traído, e de repente sofre um acidente de viação, julgando todos que ele morreu nesse acidente. Rapidamente, os sócios de Chelm contam alguns dos seus planos, mas para choque dos mesmos, Billy e Peterson aparecem de repente, o que faz com que Harry se sinta tentado a denunciá-los à Polícia. Por fim, todos conseguem chegar ao Norte de África... Mas a surpresa chega com um telegrama para Billy, lida por Maria, que desmaia ao lê-lo. O telegrama diz que afinal o destino deles não era o Norte mas sim o Este de África, dizendo Billy à gargalhada: "Oh isto é o fim! O FIM!". Na dublagem em versão brasileira dos estúdios Herbert Richers, contudo, esse recurso foi suprimido, pois escolheu-se dublar a leitura do texto do telegrama, ao invés da fala do personagem de Bogart.

## Elenco
- Humphrey Bogart - Billy Dannreuther
- Jennifer Jones - Sra. Gwendolen Chelm
- Gina Lollobrigida - Maria Dannreuther
- Robert Morely - Peterson O'Hara
- Peter Lorre - Julius O'Hara
- Edward Underdown - Major Jack Ross
- Marco Tulli - Ravello
- Bernard Lee - Inspector Jack Clayton

## Curiosidades
- O filme teve um razoável sucesso quando estreou, mas Humphrey Bogart nunca gostou do filme, talvez por ter perdido boa parte do seu dinheiro investido por ele na sua produção.
- Este filme foi considerado o primeiro filme campestre, por ter sido filmado no campo, e foi incluído na lista "Great Movies" de Roger Ebert.
- Este filme, muitos anos depois da sua estreia, foi exibido pela primeira vez na televisão em Portugal, na RTP Canal 2, na "Noite de Cinema" de Domingo, dia 17 de Fevereiro de 1991, às 22 e 30.
- Uma coisa inédita foi feita neste filme: não apareceu neste filme a palavra "THE END", pois quando Humphrey Bogart disse a palavra, os montadores acharam desnecessário colocar a palavra referida. Deve ter sido o único filme da história onde a palavra "FIM" não apareceu no final do filme.